# Partit Democràtic dels Serbis
El Partit Democràtic dels Serbis a Macedònia (serbi: Демократска партија Срба у Македонији, macedònic: Демократска партија на Србите во Македонија (ДПСМ), Demokratska partija na Srbite vo Makedonija, DPSM) és un partit polític de Macedònia del Nord que defensa els interessos dels serbis de Macedònia així com una Macedònia del Nord multiètnica. La seva força electoral es troba a la zona de Skopska Crna Gora, a Skopje i a Kumànovo.
A les eleccions legislatives macedònies de 2002 va obtenir un escó. A les eleccions legislatives macedònies de 2006 va obtenir un escó en la coalició encapçalada per la Unió Socialdemòcrata de Macedònia. A les eleccions legislatives macedònies de 2008, però, va formar part de la coalició encapçalada per VMRO–DPMNE.